# Le mort avait les dents blanches (téléfilm)
Pour la nouvelle, voir Le mort avait les dents blanches.
Le mort avait les dents blanches (Four and Twenty Blackbirds) est un téléfilm britannique de la série télévisée Hercule Poirot, réalisé par Renny Rye, sur un scénario de Russel Murray, d'après la nouvelle Le mort avait les dents blanches, d'Agatha Christie.
Ce téléfilm, qui constitue le 4e épisode de la série, a été diffusé pour la première fois le 29 janvier 1989 sur le réseau d'ITV.

## Synopsis
Dans un restaurant londonien, Poirot converse avec son dentiste des habitudes des gens. La serveuse interrompt leur conversation et leur raconte l'histoire d'un peintre qui vient tous les mercredis et tous les samedis et prend toujours le même plat, sauf que la dernière fois il est venu un lundi et a commandé un plat différent. Poirot est intrigué par le comportement de l'habitué, d'autant plus que le peintre reprend à nouveau le plat différent ce soir-là.
Quelques jours plus tard, son dentiste lui apprend que le vieil homme a été retrouvé mort chez lui dans l'escalier, la nuque brisée. L'artiste vivait reclus chez lui, ayant coupé tout lien avec sa famille, en particulier son frère, qui était mort quelques jours plus tôt. Le seul suspect possible reste le neveu George Lorrimer, acteur de profession, mais celui-ci a un alibi. Néanmoins, Poirot réussit à prouver que celui-ci est effectivement l'assassin.

## Fiche technique
- Titre original : Four and Twenty Blackbirds
- Titre français : Le mort avait les dents blanches
- Réalisation : Renny Rye
- Scénario : Russel Murray, d'après la nouvelle Le Mort avait les dents blanches (1940) d'Agatha Christie
  - Consultant : Clive Exton
- Décors : Mike Oxley
- Costumes : Linda Mattock
- Photographie : Peter Jessop
- Montage : Paul Hudson
- Musique : Christopher Gunning
- Production : Brian Eastman ; Nick Elliott et Linda Agran (délégués)
- Sociétés de production : Picture Partnership Productions, London Weekend Television
- Durée : 50 minutes
- Pays d'origine :  Royaume-Uni
- Langue originale: Anglais britannique
- Format : Couleurs - 35mm - 1,33:1 - son mono
- Genre : policier
- Dates de première diffusion :  Royaume-Uni : 29 janvier 1989 (ITV) ;  France : ?

## Distribution
- David Suchet (VF : Roger Carel) : Hercule Poirot
- Hugh Fraser (VF : Jean Roche) : capitaine Arthur Hastings
- Philip Jackson (VF : Claude d'Yd) : inspecteur-chef James Japp
- Pauline Moran (VF : Laure Santana) : Miss Felicity Lemon
- Richard Howard : George Lorrimer
- Tony Aitken : Tommy Pinner
- Charles Pemberton (VF : Michel Vocoret) : Stooge
- Geoffrey Larder : Harry Clarke
- Denys Hawthorne (VF : Philippe Dumat) : Bonnington (le dentiste de Poirot)
- Holly de Jong : Dulcie Lang
- Clifford de Rose : Peter Makinson
- Philip Locke (en) : Cutter
- Hilary Mason : Mrs Hill
- Cheryl Hall : Molly
- Marjie Lawrence : Irene Muller
- Su Elliott : Edith
- John Bardon : l'employé pour l'entretien des toilettes
- Peter Waddington : l'expert médico-légal
- Guy Standeven : le pasteur
- Andrew Mackintosh : le docteur
- Stephen Pruslin : le pianiste
- John Sessions : la commentateur à la radio